# Banovci, Vukovar-Srijem

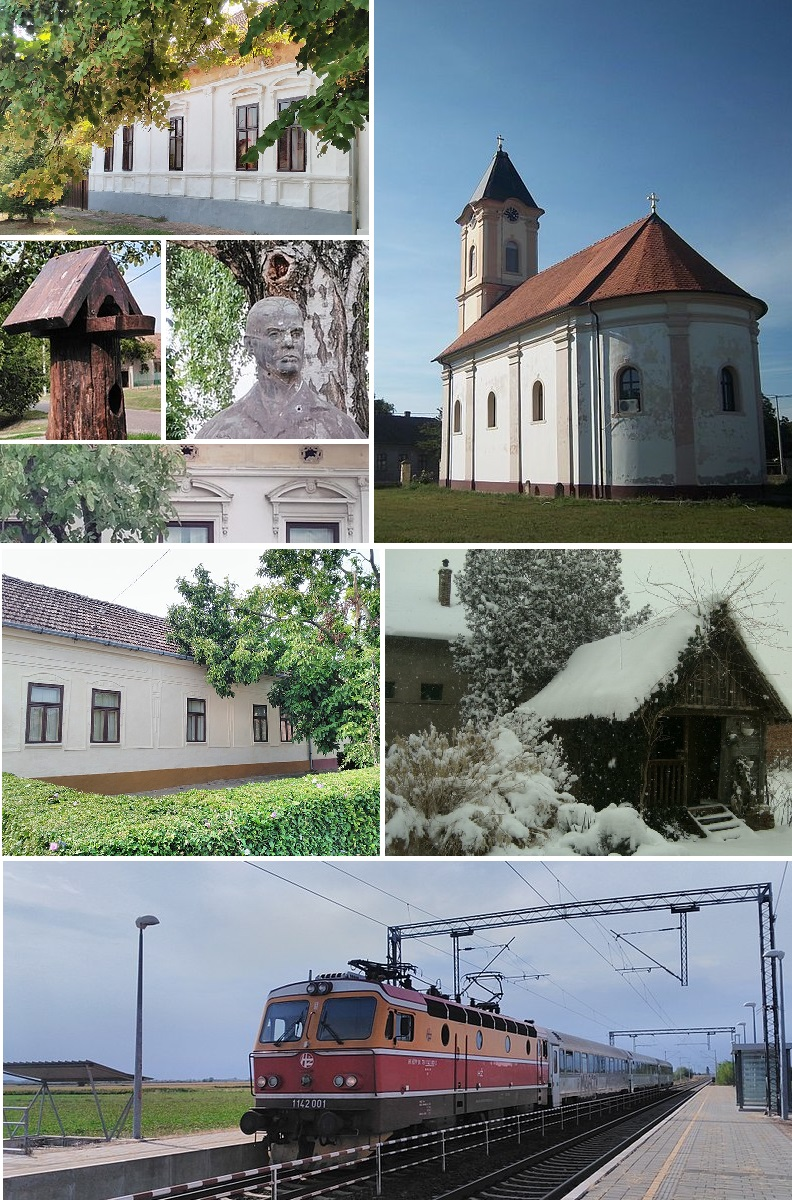
Banovci

Banovci este un sat în estul Sirmium, comuna Nijemci, Cantonul Vukovar-Srijem, Croația. Este localizat relativ aproape de malul Dunării, lângă granița cu Serbia. Conform recensământului din 2001, satul Šidski Banovci are o populație de 479 de persoane. Majoritatea populației este de etnie sârbă.